# Birol Ünel
Birol Ünel (* 18. August 1961 in Silifke; † 3. September 2020 in Berlin) war ein türkisch-deutscher Schauspieler. Er wurde insbesondere durch seine Mitwirkung in den Filmen des Regisseurs Fatih Akin bekannt.

## Leben
Geboren in Silifke am Fuße des Taurusgebirges im Süden der Türkei als Angehöriger der ethnischen Minderheit der Araber zog Ünel 1968 zu seinen in Deutschland als Gastarbeiter lebenden Eltern und wuchs zuletzt in Brinkum bei Bremen auf. Nach einer Ausbildung zum Parkettleger absolvierte er seine schauspielerische Ausbildung an der Hochschule für Musik und Theater in Hannover.
1992 begann er zunächst als Theaterschauspieler am Kunsthaus Tacheles in Berlin, wo er sowohl Regie führte als auch die Titelrolle in dem Stück Caligula übernahm. In Frank Castorfs Inszenierung von Die Nibelungen – Born Bad an der Volksbühne am Rosa-Luxemburg-Platz in Berlin spielte Ünel 1994 den Siegfried. Auch nachdem er sich als Filmschauspieler etabliert hatte, war er weiterhin auf der Bühne zu sehen. Im Februar 2007 spielte das Stadttheater Hildesheim das Zwei-Personen-Stück Winter von Jon Fosse, in dem Ünel eine der beiden Rollen neben Göksen Güntel verkörperte.

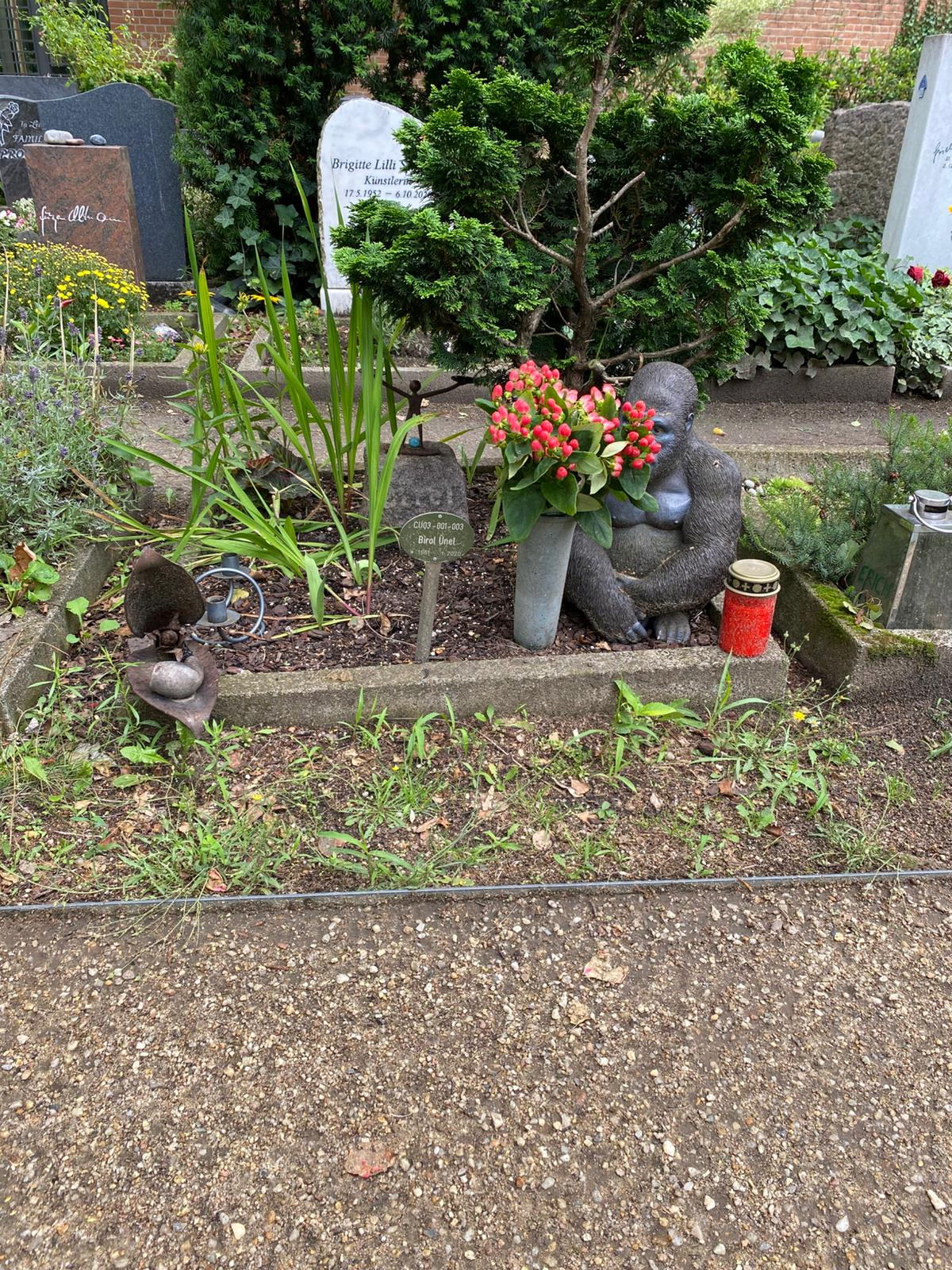
Grabstätte auf dem Dorotheenstädtischen Friedhof

Sein Kinodebüt hatte Ünel 1988 in Der Passagier – Welcome to Germany an der Seite von Tony Curtis, es folgten kleine und mittlere Rollen, meist als zwielichtiger Typ, bis er 1999 in der Rolle eines Zivilfahnders in Dealer mehr Aufmerksamkeit erregte. Auch in Heinrich Breloers zweiteiligem Dokudrama Todesspiel von 1997 über die Entführung des Arbeitgeberpräsidenten Hanns Martin Schleyer durch Mitglieder der RAF und die Entführung der Lufthansa-Maschine Landshut durch ein palästinensisches Terrorkommando überzeugte er mit seiner Darstellung des palästinensischen Terroristen „Captain Mahmoud“. 2000 spielte er in Fatih Akins Film Im Juli.
Seinen großen Durchbruch feierte er 2004 in der Rolle eines lebensmüden Alkoholikers in Akins Gegen die Wand, für die er den Deutschen Filmpreis als Bester Hauptdarsteller gewann. Seine Darstellung brachte ihm auch internationale Aufmerksamkeit ein, zumal der Film mit dem Goldenen Bären bei der Berlinale 2004 ausgezeichnet wurde. In der Folge kamen auch internationale Anfragen (beispielsweise Not a Lovestory, 2005) und Rollen im türkischen Film (etwa Diebstahl alla turca, 2005). 2009 war er wieder in einem Fatih-Akin-Film zu sehen, in der Komödie Soul Kitchen. In den 2010er-Jahren wurde er meistens nur noch in Nebenrollen eingesetzt, etwa in Sleepless Night – Nacht der Vergeltung (2011) und Ich bin dann mal weg (2015). Eine seiner letzten Rollen spielte er 2019 an der Seite von Sibel Kekilli in Deutschland ist... Heim.
Privat hatte Ünel mit Alkoholismus und in seinen letzten Lebensjahren auch mit Obdachlosigkeit zu kämpfen. Sein Alkoholproblem sowie mehrere Strafanzeigen wirkten sich negativ auf seine Karriere aus. Er erlag am 3. September 2020 im Alter von 59 Jahren im Vivantes-Klinikum im Friedrichshain einem Krebsleiden und wurde auf dem Dorotheenstädtischen Friedhof beigesetzt.  

## Filmografie (Auswahl)
- 1987: Ein Fall für zwei (Fernsehserie, Folge 48, Episode Zahltag)
- 1988: Der Passagier – Welcome to Germany
- 1989: A Wopbopaloobop A Lopbamboom
- 1991: Auf Achse (Fernsehserie, Staffel 5, Folge 10)
- 1992: Mau Mau
- 1996–2003: Tatort (Fernsehreihe, vier Episoden)
  - 1996: Lockvögel
  - 1998: Engelchen flieg
  - 1999: Offene Rechnung
  - 2003: Schattenlos
- 1997: Todesspiel
- 1999: Dealer
- 2000: Im Juli
- 2001: Duell – Enemy at the Gates (Enemy at the Gates)
- 2001: Anam
- 2002: Brombeerchen
- 2002: Alarm für Cobra 11 – Die Autobahnpolizei – Blackout
- 2004: Gegen die Wand
- 2004: König der Diebe
- 2005: Diebstahl alla turca (Hırsız var!)
- 2005: Not a Lovestory
- 2006: Das Haus der schlafenden Schönen
- 2007: Valerie
- 2007: Transylvania
- 2007: Die Unerzogenen
- 2007: Einsatz in Hamburg – Die letzte Prüfung
- 2008: Der Mond und andere Liebhaber
- 2008: Mach One – Problembezirk (Musikvideo)
- 2009: Soul Kitchen
- 2011: K.I.Z – Abteilungsleiter der Liebe (Musikvideo)
- 2011: Sleepless Night – Nacht der Vergeltung (Nuit blanche)
- 2012: Looking for Eimish
- 2015: Ich bin dann mal weg
- 2016: Back To Nothing
- 2016: Falling
- 2017: Eskiya Dünyaya Hükümdar Olmaz (Fernsehserie, sieben Episoden)
- 2018: Hürkus
- 2019: Deutschland ist… Heim

## Auszeichnungen
- 2004: Deutscher Filmpreis als Bester Hauptdarsteller in Gegen die Wand